# Marius Wolf
Marius Wolf (sinh ngày 27 tháng 5 năm 1995) là một cầu thủ bóng đá chuyên nghiệp người Đức hiện đang thi đấu ở vị trí hậu vệ cánh cho câu lạc bộ Borussia Dortmund tại Bundesliga và Đội tuyển bóng đá quốc gia Đức.

## Sự nghiệp câu lạc bộ

### TSV 1860 Munich
Wolf là một cầu thủ trẻ của TSV 1860 Munich. Anh có trận ra mắt tại 2. Bundesliga vào ngày 26 tháng 10 năm 2014 trong trận thua 2–1 trên sân nhà trước Braunschweig và cũng trong trận này, anh bị thay bởi Valdet Rama ở phút thứ 72. Vào ngày 21 tháng 2 năm 2015, Wolf ghi bàn thắng đầu tiên cho TSV 1860 Munich trong chiến thắng 2-1 trên sân nhà trước St. Pauli khi anh đưa đội của mình dẫn trước 2–0 thông qua một pha kiến tạo của Daniel Adlung.

### Hannover 96
Vào đầu tháng 1 năm 2016, Wolf chuyển đến Hannover 96 tại Bundesliga. Anh ra mắt tại Bundesliga vào ngày 27 tháng 2 năm 2016 trong chiến thắng 2–1 trên sân khách trước VfB Stuttgart. Wolf đã không thể cạnh tranh tại Hannover 96 kể cả sau khi Hannover xuống hạng 2. Bundesliga. Sau khi chơi một vài trận với đội hai ở giải hạng tư Regionalliga Nord, anh đã bị huấn luyện viên lúc đó là Daniel Stendel loại khỏi đội một vào tháng 9 năm 2016 và vĩnh viễn được chuyển sang đội thứ hai.

### Eintracht Frankfurt
Vào cuối tháng 1 năm 2017, Wolf chuyển đến Eintracht Frankfurt tại Bundesliga theo dạng cho mượn đến cuối mùa giải 2016–17. Vào ngày 4 tháng 4 năm 2017, anh có trận ra mắt ở Bundesliga trong đội hình xuất phát trong trận thua 0–1 trước 1. FC Köln. Trong kỳ nghỉ hè, hợp đồng cho mượn được gia hạn đến mùa giải 2017–18. Wolf ghi bàn thắng đầu tiên tại Bundesliga vào ngày 21 tháng 10 năm 2017 trong trận đấu trên sân nhà trước câu lạc bộ tương lai Borussia Dortmund với bàn thắng ấn định tỷ số chung cuộc 2–2 ở phút thứ 68 vào ngày thi đấu thứ 9.
Vào ngày 26 tháng 1 năm 2018, Eintracht đưa ra lựa chọn mua Wolf và cho anh một hợp đồng có thời hạn đến ngày 30 tháng 6 năm 2020. Theo Horst Heldt, giám đốc thể thao của Hannover 96 vào thời điểm đó, giá trị thị trường của Wolf cao hơn nhiều lần so với phương án mua 500.000 euro được đàm phán một năm trước đó. Vào tháng 5 năm 2018, Wolf giành vô địch DFB-Pokal cùng Eintracht sau chiến thắng chung cuộc 3–1 trước FC Bayern Munich.

### Borussia Dortmund
Vào mùa giải 2018–19, Wolf chuyển đến Borussia Dortmund và ký hợp đồng có thời hạn 5 năm, đến ngày 30 tháng 6 năm 2023 vào ngày 29 tháng 5 năm 2018. Sau khi chỉ có thể gây ấn tượng ở mức độ hạn chế ở vị trí hậu vệ cánh phải, anh được sử dụng thường xuyên hơn trong nửa sau của mùa giải để thay thế Łukasz Piszczek ở vị trí hậu vệ cánh phải dưới thời huấn luyện viên Lucien Favre. Sau thẻ đỏ trong trận Revierderby thứ hai của mùa giải vào ngày thi đấu thứ 31, anh bị treo giò ba trận và không còn khả năng tích cực can thiệp vào cuộc giành chức vô địch của Dortmund. Vào tháng 8 năm 2019, anh đã giành được danh hiệu đầu tiên cùng đội chủ sân Westfalenstadion khi giành vô địch DFL-Supercup sau khi đánh bại đội vô địch cú đúp mùa giải trước, FC Bayern Munich, với tỷ số 2–0.

#### Cho mượn tại Hertha BSC
Sau ngày thi đấu thứ ba của mùa giải 2019–20, Wolf chuyển đến Hertha BSC theo dạng cho mượn với tùy chọn mua từ Dortmund. Anh giành được suất đá chính thường xuyên ở vị trí tiền vệ cánh phải ở Hertha BSC. Tuy nhiên, từ ngày thi đấu 26 cho đến hết mùa giải, anh đã phải nghỉ thi đấu vì dính chấn thương. Hertha đã không thực hiện tùy chọn mua.

#### Cho mượn tại 1. FC Köln
Wolf ban đầu trở lại Dortmund cho mùa giải 2020–21, nhưng anh lại rời Dortmund vì cầu thủ mới Thomas Meunier và Łukasz Piszczek giàu kinh nghiệm hơn cũng như Felix Passlack ra sân trở lại và Jadon Sancho thường xuyên ở phía trước ở cánh phải. Do vậy, anh được cho 1. FC Köln mượn sau ngày thi đấu thứ hai cho đến cuối mùa giải. Trong mùa giải này, anh đã thực hiện một pha kiến tạo trong chiến thắng 2–1 trước câu lạc bộ chính Dortmund của mình, ghi một bàn thắng vào lưới Arminia Bielefeld để đảm bảo chiến thắng 3–1 và thực hiện một pha kiến tạo trong chiến thắng trên sân khách trước Augsburg.

### Quay trở lại Borussia Dortmund
Sau khi quay trở lại Borussia Dortmund, Wolf tham gia trại huấn luyện ở Bad Ragaz dưới sự dẫn dắt của huấn luyện viên mới Marco Rose. Anh bị chấn thương mắt cá chân sau trận đấu thử nghiệm trước Athletic Bilbao ở trại huấn luyện đó. Vào đầu mùa giải 2021–22, anh thường xuyên được sử dụng dự bị ở cả ba giải đấu (Bundesliga, DFB-Pokal và Champions League) và thi đấu ở cả hàng phòng ngự lẫn hàng tấn công. Từ mùa thu năm 2021 trở đi, anh đã được hưởng lợi từ một số pha chán thương trong nội bộ đội nhưng đồng thời cũng có thể phát triển khả năng triển khai linh hoạt của mình.
Từ tháng 1 năm 2023, Wolf giành được suất đá chính thường xuyên ở cánh phải cùng với Edin Terzić, người đã trở lại băng ghế huấn luyện. Anh đã có thể ghi một bàn thắng vào lưới SC Freiburg trong nửa đầu mùa giải 2022–23. Trong trận Revierderby thứ 159, Wolf đã nâng tỷ số lên 1–0 nhờ đường tạt bóng ở giai đoạn cuối của Youssoufa Moukoko. Nửa đầu mùa giải 2023–24, Wolf ra sân tại 19 trong tổng cộng 25 trận và đóng góp một pha kiến tạo ở Champions League.

## Sự nghiệp quốc tế
Vào ngày 12 tháng 11 năm 2015, Wolf chơi một trận cho đội tuyển U-20 quốc gia Đức trong trận thua 2–0 trước U-20 Ý.
Vào ngày 17 tháng 3 năm 2023, anh lần đầu tiên được gọi lên đội tuyển quốc gia Đức cho các trận giao hữu trước Peru và Bỉ.

## Bên ngoài sân cỏ
Wolf là một trong ba nhân vật chính trong cuốn sách Der große Traum: Drei Jungs wollen in die Bundesliga (tiếng Việt: Giấc mơ lớn: Ba cậu bé muốn đến Bundesliga) của tác giả Ronald Reng. Reng, người đã viết tiểu sử của Robert Enke, đã đồng hành cùng ba nhân vật chính từ các trung tâm đào tạo bóng đá trẻ trong gần mười năm để ghi lại con đường của họ. Cuốn sách được xuất bản vào tháng 7 năm 2021. Vào tháng 10 năm 2022, Der große Traum được vinh danh là "Cuốn sách bóng đá của năm".
Cuộc đời của anh và đặc biệt là mùa giải 2022–23 được khắc họa trong phim tài liệu ngắn "UNFILTERED" được phát hành trên DAZN.

## Thống kê sự nghiệp

### Câu lạc bộ
Tính đến 19 tháng 12 năm 2023
| Câu lạc bộ                 | Mùa giải            | Giải vô địch        | Giải vô địch | Giải vô địch | Cúp quốc gia | Cúp quốc gia | Châu lục | Châu lục | Khác | Khác | Tổng cộng | Tổng cộng |
| Câu lạc bộ                 | Mùa giải            | Hạng đấu            | Trận         | Bàn          | Trận         | Bàn          | Trận     | Bàn      | Trận | Bàn  | Trận      | Bàn       |
| -------------------------- | ------------------- | ------------------- | ------------ | ------------ | ------------ | ------------ | -------- | -------- | ---- | ---- | --------- | --------- |
| 1860 Munich II             | 2014–15             | Regionalliga Bayern | 10           | 3            | —            | —            | —        | —        | —    | —    | 10        | 3         |
| 1860 Munich                | 2014–15             | 2. Bundesliga       | 23           | 2            | 1            | 0            | —        | —        | 2    | 0    | 26        | 2         |
| 1860 Munich                | 2015–16             | 2. Bundesliga       | 16           | 3            | 2            | 0            | —        | —        | —    | —    | 18        | 3         |
| 1860 Munich                | Tổng cộng           | Tổng cộng           | 39           | 5            | 3            | 0            | —        | —        | 2    | 0    | 44        | 5         |
| Hannover 96                | 2015–16             | Bundesliga          | 2            | 0            | —            | —            | —        | —        | —    | —    | 2         | 0         |
| Hannover 96 II             | 2015–16             | Regionalliga Nord   | 6            | 1            | —            | —            | —        | —        | —    | —    | 6         | 1         |
| Hannover 96 II             | 2016–17             | Regionalliga Nord   | 9            | 1            | —            | —            | —        | —        | —    | —    | 9         | 1         |
| Hannover 96 II             | Tổng cộng           | Tổng cộng           | 15           | 2            | —            | —            | —        | —        | —    | —    | 15        | 2         |
| Eintracht Frankfurt (mượn) | 2016–17             | Bundesliga          | 3            | 0            | 1            | 0            | —        | —        | —    | —    | 4         | 0         |
| Eintracht Frankfurt (mượn) | 2017–18             | Bundesliga          | 28           | 5            | 6            | 1            | —        | —        | —    | —    | 34        | 6         |
| Eintracht Frankfurt (mượn) | Tổng cộng           | Tổng cộng           | 31           | 5            | 7            | 1            | —        | —        | —    | —    | 38        | 6         |
| Borussia Dortmund          | 2018–19             | Bundesliga          | 16           | 1            | 2            | 0            | 4        | 0        | –    | –    | 22        | 1         |
| Borussia Dortmund          | 2019–20             | Bundesliga          | 0            | 0            | 0            | 0            | 0        | 0        | 1    | 0    | 1         | 0         |
| Borussia Dortmund          | 2021–22             | Bundesliga          | 27           | 3            | 1            | 0            | 6        | 0        | 1    | 0    | 35        | 3         |
| Borussia Dortmund          | 2022–23             | Bundesliga          | 25           | 1            | 3            | 0            | 4        | 0        | —    | —    | 32        | 1         |
| Borussia Dortmund          | 2023–24             | Bundesliga          | 12           | 0            | 3            | 0            | 4        | 0        | —    | —    | 19        | 0         |
| Borussia Dortmund          | Tổng cộng           | Tổng cộng           | 80           | 5            | 9            | 1            | 18       | 0        | 2    | 0    | 109       | 5         |
| Hertha BSC (mượn)          | 2019–20             | Bundesliga          | 21           | 1            | 2            | 0            | —        | —        | —    | —    | 23        | 1         |
| 1. FC Köln (mượn)          | 2020–21             | Bundesliga          | 31           | 2            | 2            | 0            | –        | –        | 2    | 0    | 35        | 2         |
| Tổng cộng sự nghiệp        | Tổng cộng sự nghiệp | Tổng cộng sự nghiệp | 229          | 23           | 23           | 1            | 18       | 0        | 6    | 0    | 276       | 24        |

1. ↑  Bao gồm DFB-Pokal
2. 1 2  Ra sân tại Play-off thăng hạng/xuống hạng Bundesliga
3. 1 2 3  Ra sân tại UEFA Champions League
4. 1 2  Ra sân tại DFL-Supercup
5. ↑  Ra sân sáu lần tại UEFA Champions League, ra sân hai lần tại UEFA Europa League

### Quốc tế
Tính đến 21 tháng 6 năm 2023
| Đội tuyển quốc gia | Năm       | Trận | Bàn |
| ------------------ | --------- | ---- | --- |
| Đức                | 2023      | 5    | 0   |
| Tổng cộng          | Tổng cộng | 5    | 0   |

## Danh hiệu

### Câu lạc bộ

#### Eintracht Frankfurt
- Vô địch DFB-Pokal: 2017–18[22]

#### Borussia Dortmund
- Vô địch DFL-Supercup: 2019[11]